# شوارتسبورگ (مونیکیپالیتی)
شوارتسبورگ (به آلمانی: Schwarzburg) یک شهر در آلمان است که در زارفلد-رودلشتات واقع شده‌است. شوارتسبورگ ۶۰۹ نفر جمعیت دارد.